# Bielersee
Der Bielersee (französisch Lac de Bienne; italienisch Lago di Bienna; rätoromanisch Lai da Bienna) ist nebst dem Murtensee und dem Neuenburgersee einer der drei grossen Jurarandseen der Schweiz im sogenannten Drei-Seen-Land. Der See hat eine Fläche von 39,8 km². Seit der Juragewässerkorrektion fliesst die Aare durch den Hagneckkanal in den See und verlässt ihn durch den Nidau-Büren-Kanal. Der Bielersee liegt fast vollständig im Kanton Bern, nur ein kleiner Teil zwischen La Neuveville und dem Zihlkanal liegt im Kanton Neuenburg.

## Seegeschichte
Der Bielersee stellt einen Rest des ehemaligen Solothurnersees dar, der nach der letzten Eiszeit in einer vom Rhonegletscher am Jurasüdfuss geschaffenen Mulde von 100 Kilometer Länge von den Endmoränen bei Wangen an der Aare und Solothurn bis zur Wasserscheide bei La Sarraz entstanden war. Geschiebe der Alpen- und Juraflüsse füllten einen grossen Teil dieser Fläche auf, so dass heute nur noch die drei Jurarandseen vorhanden sind.

## Geografie

Der See mit St. Petersinsel als Insel (Dufourkarte, 1845)

Der See mit einer Fläche von 39,8 km² ist 15 km lang und max. 4,1 km breit. Bei Normalwasserstand liegt der Seespiegel auf 429 m ü. M. Vor der Juragewässerkorrektion war der Wasserspiegel ca. 2,7 m höher und der See 3,3 km² grösser.
Der mittlere Abfluss liegt bei 244 m³/s. Die theoretische Aufenthaltszeit des Wassers im See beträgt nur 54 Tage.

### Zuflüsse
Die wichtigsten Zuflüsse sind die seit der Juragewässerkorrektion durch den Hagneckkanal zugeführte Aare, der aus dem Neuenburgersee kommende Zihlkanal und die im Jura entspringenden Bäche Twannbach und Schüss. Andere Gewässer, die in den See münden, sind der Ruisseau de Vaux, der Merdasson und der Mülibach.
- Zuflüsse des Bielersees (Seeachse Zihl)
- Zuflüsse des Bielersees (Seeachse Aare)

### Abfluss
Der ursprüngliche Abfluss des Seewassers durch den Unterlauf der Zihl bei Nidau ist seit der ersten Juragewässerkorrektion durch den Nidau-Büren-Kanal ersetzt. Das an diesem künstlichen Wasserlauf errichtete Regulierwehr Port erlaubt die Steuerung des Wasserstands der drei Jurarandseen, der bei der Messstation Ligerz kontrolliert wird, und der Aare. Bei Hochwasser kann die Regulierung zum Rückfluss durch den Zihlkanal in den Neuenburgersee führen.
Bei der Stadt Nidau ist noch ein etwa 1500 m langer Abschnitt des alten Zihllaufs vom östlichen Ende des Bielersees bis zum neuen Kanal erhalten. Er beginnt beim Strandbad und dem Seehafen und führt auf der Ostseite am Schloss Nidau vorbei. Sieben Brücken und Stege überqueren den Bach zwischen dem See und der Einmündung in den Nidau-Büren-Kanal. Der linksufrige Fussweg trägt unterhalb der Strassenbrücke von Nidau wegen des ehemaligen Schiffstransports noch heute den Namen «Reckweg».

## Fauna
Ab 2018 hat sich die invasive Quagga-Muschel massiv ausgebreitet.

## Hochwasser
Der höchste Stand des Hochwasser-Pegels wurde am 16. Juli 2021 während des Hochwassers in West- und Mitteleuropa mit 430,94 Metern über Meer erreicht. Vorher lag der Höchstwasserrekord  bei 430,88 Metern über Meer und wurde während des Hochwassers 2007 erreicht.

## Uferorte
Der bedeutendste Uferort des Bielersees ist die Stadt Biel/Bienne.
Da sich der Bielersee an der deutsch-französischen Sprachgrenze befindet, haben verschiedene Ortschaften rund um den See zweisprachige Namen, von denen aber heute nicht mehr alle verwendet werden:
- Bipschal – Bévesier
- Erlach – Cerlier
- Hagneck
- Ipsach
- Landern – Le Landeron
- Ligerz – Gléresse
- Lüscherz – Locras
- Mörigen – Morenges
- Neuenstadt – La Neuveville
- Nidau
- Schafis – Chavannes
- St. Petersinsel – Île de Saint-Pierre
- Sutz-Lattrigen
- Täuffelen – Chouffaille
- Tüscherz – Daucher
- Twann – Douanne
- Vinelz – Fenis
- Vingelz – Vigneules
- Wingreis – Vingras

## Archäologie
Der Bielersee bot seit der Jungsteinzeit ein geeignetes Siedlungsgebiet für die Anlage von Pfahlbauten. Die Seeufersiedlungen des Alpenraums zählen zu den bedeutendsten archäologischen Kulturgütern Europas. Auf dem Uferstreifen sind je nach Wasserstand zu unterschiedlichen Zeiten in Sutz-Lattrigen, Mörigen, Lüscherz, Vinelz, Twann und Biel/Bienne (im Stadtquartier Vingelz) prähistorische Siedlungen nachgewiesen und teilweise ausgegraben worden. Einige sind über 6000 Jahre alt und stammen aus der Bronzezeit oder der Jungsteinzeit. In Biel/Bienne (NMB), Lüscherz (Pfahlbaumuseum Lüscherz), Twann und La Neuveville befinden sich Museen zu dieser Epoche der Siedlungsgeschichte. Die Ausgrabungsstätten der Pfahlbauer der Alpenländer Schweiz, Deutschland, Österreich, Slowenien, Italien und Frankreich gehören seit 2011 zum UNESCO-Welterbe.

## Schifffahrt
Am Bielersee liegen mehrere Schiffländten (Anlegestellen) für Kursschiffe und Häfen für die private Schifffahrt.
Der Verein Rettungsdienst Bielersee organisiert die Ausbildung in Sicherheitsfragen und den Rettungsdienst auf dem See.

### Schiffländten
Orte mit Schiffländte der Personenschifffahrt, von Westen nach Osten:
| Name                        | Ufer | Lage                                                               | Kt. | ⊙                                          | Bild | Anmerkungen |
| --------------------------- | ---- | ------------------------------------------------------------------ | --- | ------------------------------------------ | ---- | ----------- |
| Le Landeron débarcadère     | Nord | Le Landeron: an der Mündung des Zihlkanals                         | NE  | !507.0762025547.0512425 47.051242 7.076202 | 2015 |             |
| La Neuveville (bateau)      | Nord | La Neuveville                                                      | BE  | !507.0935855547.0614635 47.061463 7.093585 | 1986 |             |
| Erlach (Schiff)             |      | Erlach                                                             | BE  | !507.0974765547.0493735 47.049373 7.097476 | 2018 |             |
| Ligerz (Schiff)             | Nord | Ligerz: beim Bahnhof Ligerz/Talstation Standseilbahn Ligerz–Prêles | BE  | !507.1355125547.0833295 47.083329 7.135512 | 2013 |             |
| St. Petersinsel Nord        |      | Erlach: St. Petersinsel                                            | BE  | !507.1369085547.0680815 47.068081 7.136908 | 2015 |             |
| St. Petersinsel Süd         |      | Erlach: St. Petersinsel                                            | BE  | !507.1453335547.0691655 47.069165 7.145333 | BW   |             |
| Lüscherz BSG                | Süd  | Lüscherz                                                           | BE  | !507.1507115547.0486435 47.048643 7.150711 | 2005 |             |
| Twann (Schiff)              | Nord | Twann                                                              | BE  | !507.1570225547.0934095 47.093409 7.157022 | 2013 |             |
| Engelberg-Wingreis          | Nord | Twann                                                              | BE  | !507.1775205547.1022665 47.102266 7.17752  | BW   |             |
| Tüscherz (Schiff)           | Nord | Tüscherz-Alfermée                                                  | BE  | !507.1934205547.1125995 47.112599 7.19342  | 1950 |             |
| Biel/Bienne (Schiff/bateau) | Süd  | Biel/Bienne                                                        | BE  | !507.2353105547.1312275 47.131227 7.23531  | 2017 |             |
| Nidau (Schiff)              |      | Nidau: am Nidau-Büren-Kanal                                        | BE  | !507.2433655547.1218175 47.121817 7.243365 | BW   |             |

## Wasserkraft
Bei der Mündung des Hagneckkanals in den Bielersee und neben dem Regulierwehr Port betreibt die Bielersee Kraftwerk AG zwei Wasserkraftwerke.

## Sehenswürdigkeiten

### St. Petersinsel
Die wichtigste und touristisch bedeutendste Attraktion des Bielersees ist die St. Petersinsel bei Erlach. Im Mittelalter wurde auf der Insel ein Cluniazenser-Kloster errichtet. Im 18. Jahrhundert weilte Jean-Jacques Rousseau mehrere Wochen lang an dieser Stelle. Seit der Juragewässerkorrektion ist die Insel durch einen schmalen Landstreifen von ca. 1,7 km Länge mit dem Seeufer bei Erlach verbunden und bildet somit neu eine Halbinsel. Sie ist mit dem Kursschiff der Bielersee-Schifffahrts-Gesellschaft oder zu Fuss von Erlach aus erreichbar. Der nordöstliche Teil der St. Petersinsel gehört zur Gemeinde Twann, der ufernahe südwestliche Teil zur Gemeinde Erlach.

### Vogelinsel
Die kleine Vogelinsel an der Einmündung der Schüss bietet Lebensraum für zahlreiche wasserliebende Brutvögel, die dort beobachtet werden können.

### Weinbau am See

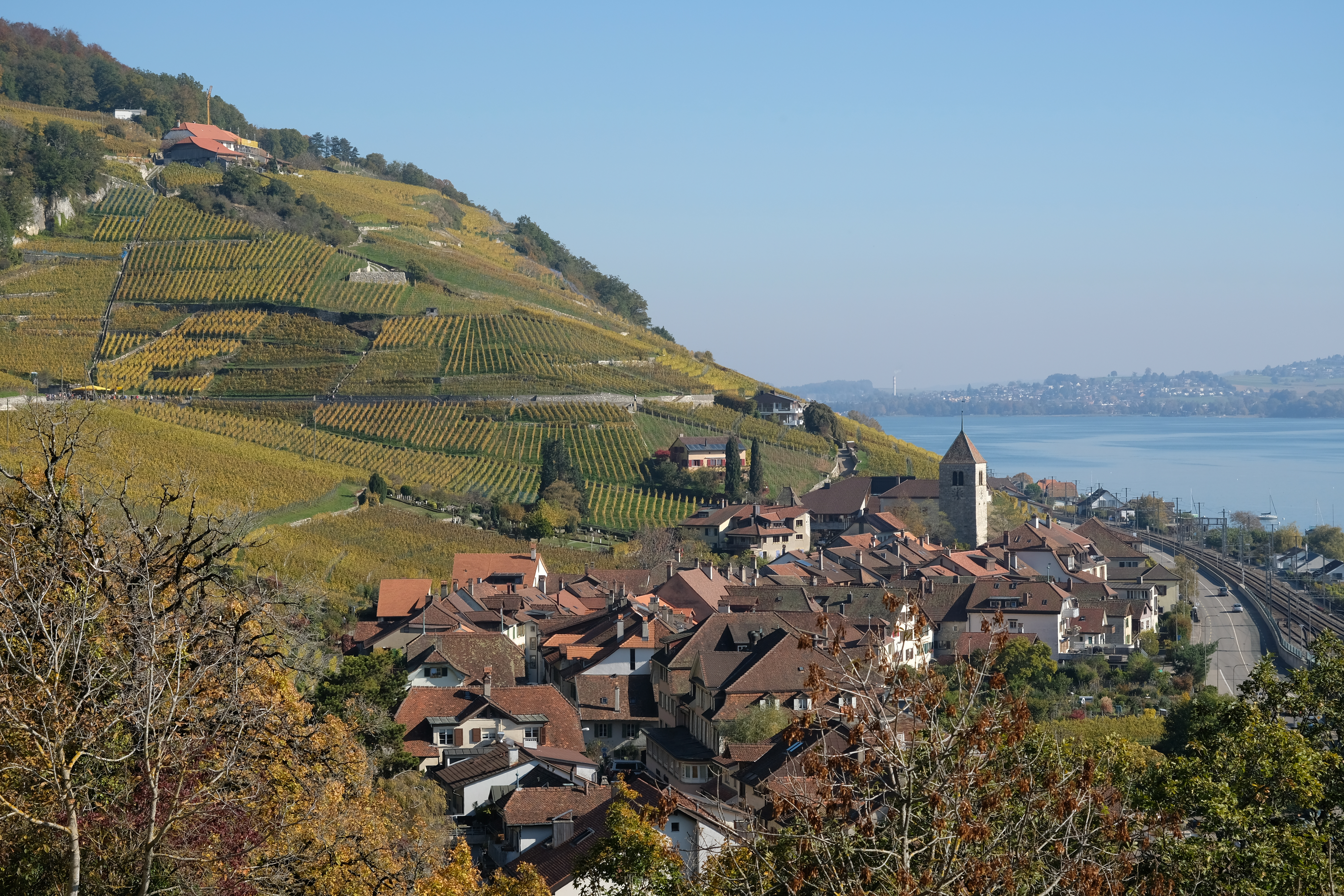
Bielersee und Weinberg im Oktober 2021

Am linken Bielerseeufer zwischen Biel/Bienne und Le Landeron wird an den steilen, sonnenexponierten Hängen des Jurasüdfusses Wein kultiviert. Es wird zum überwiegenden Teil Weisswein angebaut, daneben auch Rot- und Roséwein. Im Herbst finden anlässlich der Traubenlese zahlreiche Winzerfeste in diesen Orten statt. Gemäss einer Tradition wird in den Wintermonaten in den Weinkellern dieses Weinanbaugebietes den Besuchern die hiesige Spezialität, die Treberwurst, serviert. In Ligerz steht das regionale Weinbaumuseum.

### Schutzgebiete und Naturlehrpfad

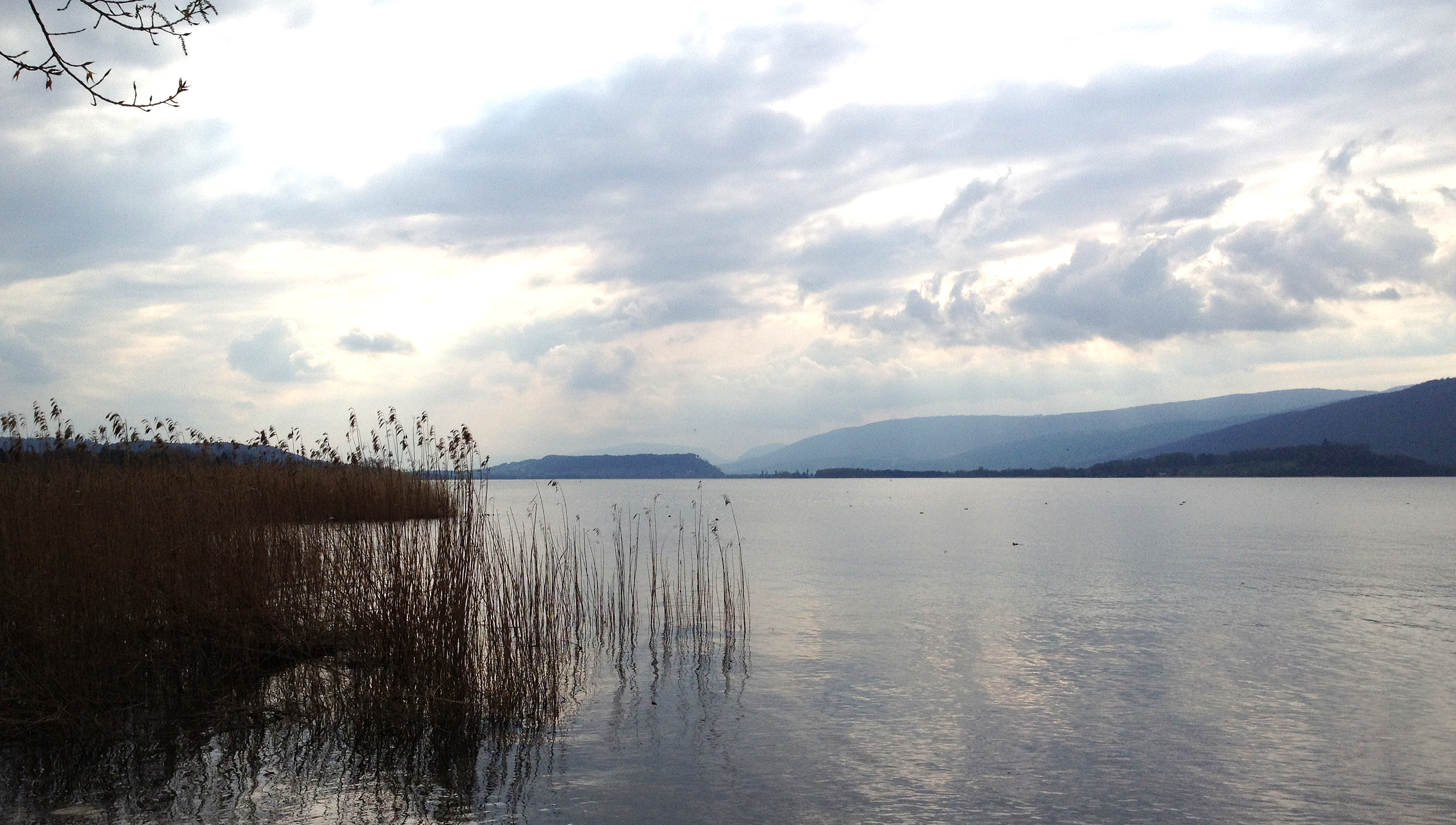
Ein Feuchtgebiet unter Naturschutz

Das Areal «Linkes Bielerseeufer» ist seit 1977 im Bundesinventar der Landschaften und Naturdenkmäler von nationaler Bedeutung verzeichnet (BLN-Nummer 1001).
Entlang dem südlichen Seeufer befindet sich zwischen Mörigen und Hagneckkanal ein wichtiges Feuchtgebiet der Schweiz, welches unter Naturschutz steht. Speziell für Vögel ist dieses Feuchtgebiet von internationaler Bedeutung. Viele seltene und bedrohte Arten brüten im ufernahen und weitflächigen Schilfgebiet und Marschland, rasten hier auf ihrem Zug zwischen Brutgebiet und Winterquartier oder verbringen den Winter. Durch dieses Naturschutzgebiet und den Schilfgürtel führt ein Naturlehrpfad.

### Historische Orte
Die Stadt Biel/Bienne, La Neuveville, Erlach, Twann und Ligerz verfügen über gut erhaltene Altstädte und für die Region typische Stadtbilder.

### Kirche von Ligerz
Die Kirche von Ligerz gehört wegen ihrer Lage am Berghang über dem See zu den bekanntesten Motiven der Landschaftsikonographie in der Schweiz.

### Standseilbahn Tessenberg
Von Ligerz aus führt eine Standseilbahn der Ligerz-Tessenberg-Bahn nach Prêles auf dem Tessenberg.

### Strandbad Biel

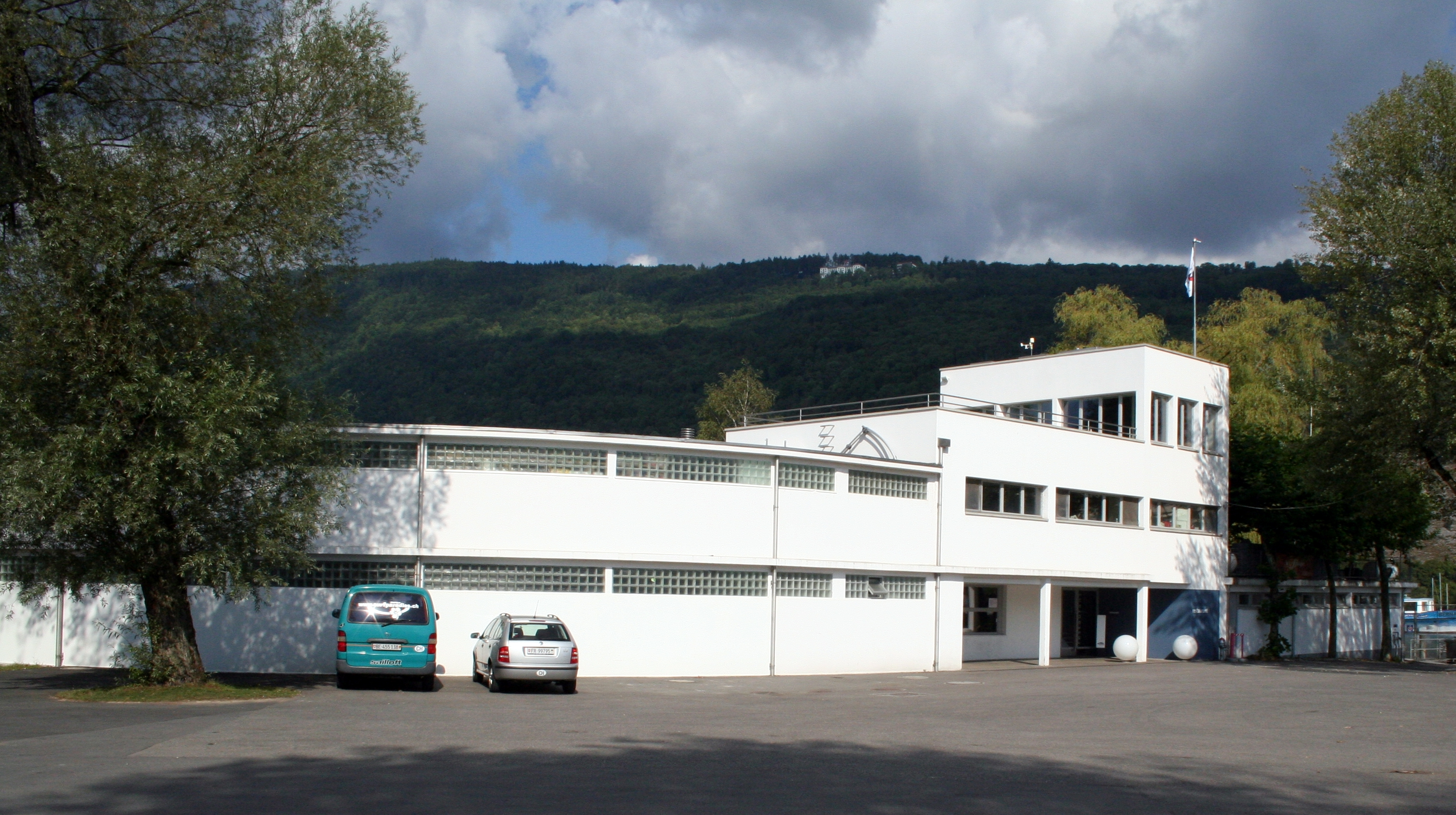
Strandbad Biel

Das Strandbad von Biel zählt zu den bedeutenden Monumenten der modernen Architektur im Seeland.